# Método de Lax–Friedrichs
O método de Lax-Friedrichs, em homenagem à Peter Lax e Kurt Otto Friedrichs, é um método numérico para a resolução de equações hiperbólicas em derivadas parciais baseado em diferenças finitas. O método pode ser encontrado a partir do Esquema FTCS (Forward-time central-space). É um método de primeira ordem no tempo e segunda ordem no espaço que apresenta uma estabilidade condicional.

## Ilustração do método
A formulação numérica pode ser deduzida a partir da equação da convecção linear:
{\displaystyle {\frac {\partial u}{\partial t}}+a{\frac {\partial u}{\partial x}}=0\quad \quad (1)}
Ao discretizarmos a equação (1) pelo esquema FTCS(Forward-time central-space), utilizamos uma diferença adiantada em relação ao tempo (explícito no tempo) e uma diferença centrada em relação ao espaço, lembrando que a diferença centrada é obtida subtraindo {\displaystyle u_{i+1}^{n}} de {\displaystyle u_{i-1}^{n}} e isolando {\displaystyle {\frac {\partial u}{\partial x}}} provenientes das séries de Taylor, onde obtemos a discretização da convecção linear pelo esquema FTCS:
{\displaystyle {\frac {u_{i}^{n+1}-u_{i}^{n}}{\Delta t}}+a{\frac {u_{i+1}^{n}-u_{i-1}^{n}}{2\Delta x}}=0\quad \quad (2)}
Utilizando a Análise de estabilidade de Von Neumann, descobrimos que esse método é incondicionalmente instável, para resolver esse problema de instabilidade, podemos fazer a seguinte substituição na equação (2):
{\displaystyle u_{i}^{n}={\frac {u_{i+1}^{n}+u_{i-1}^{n}}{2}}\,}
Obtendo assim o método numérico de Lax-Friedrichs:
{\displaystyle u_{i}^{n+1}=\left({\frac {u_{i+1}^{n}+u_{i-1}^{n}}{2}}\right)-{\frac {a\Delta t}{2\Delta x}}\left(u_{i+1}^{n}-u_{i-1}^{n}\right)\quad \quad (3)}
O qual também pode ser mostrado em relação ao número de Courant–Friedrichs–Lewy(CFL):
{\displaystyle u_{i}^{n+1}=\left({\frac {u_{i+1}^{n}+u_{i-1}^{n}}{2}}\right)-{\frac {\sigma }{2}}\left(u_{i+1}^{n}-u_{i-1}^{n}\right)\quad \quad (4)}

## Estabilidade
A substituição de {\displaystyle u_{i}^{n}} na equação (2) equivale a adicionar um termo de difusão artificial (também conhecida por viscosidade artificial), o que aumentará a estabilidade do método, deixando-o condicionalmente estável.
Essa estabilidade condicional, pode ser verificada pela análise de estabilidade de Von Neumann:
- A solução exata do método numérico é representada por U;
- Erros de Round-off são representados por {\displaystyle \epsilon };
- A solução numérica é representada por u, onde:

{\displaystyle u=U+\epsilon \quad \quad (5)}
Substituindo (5) em (4) obtemos:
{\displaystyle U_{i}^{n+1}+\epsilon _{i}^{n+1}=\left({\frac {U_{i+1}^{n}+\epsilon _{i+1}^{n}+U_{i-1}^{n}+\epsilon _{i-1}^{n}}{2}}\right)-{\frac {\sigma }{2}}\left(U_{i+1}^{n}+\epsilon _{i+1}^{n}-(U_{i-1}^{n}+\epsilon _{i-1}^{n})\right)}
Como U é a solução exata:
{\displaystyle U_{i}^{n+1}=\left({\frac {U_{i+1}^{n}+U_{i-1}^{n}}{2}}\right)-{\frac {\sigma }{2}}\left(U_{i+1}^{n}-U_{i-1}^{n}\right)}
Então é verdadeiro que:
{\displaystyle \epsilon _{i}^{n+1}=\left({\frac {\epsilon _{i+1}^{n}+\epsilon _{i-1}^{n}}{2}}\right)-{\frac {\sigma }{2}}\left(\epsilon _{i+1}^{n}-\epsilon _{i-1}^{n}\right)\quad \quad (6)}
Considerando que a função erro, {\displaystyle \epsilon }, pode ser expandida usando séries de Fourier:
{\displaystyle \epsilon _{i}^{n}=E^{n}e^{I\phi i}\quad \quad (onde\quad 0\leq \phi \leq \pi \quad e\quad I={\sqrt {-1}})}
Podemos então substituir {\displaystyle \epsilon _{i}^{n}} em (6), obtendo:
{\displaystyle E_{i}^{n+1}e^{I\phi i}=\left({\frac {E^{n}e^{I\phi (i+1)}+E^{n}e^{I\phi (i-1)}}{2}}\right)-{\frac {\sigma }{2}}\left(E^{n}e^{I\phi (i+1)}-E^{n}e^{I\phi (i-1)}\right)\quad \quad (7)}
Dividindo ambos os lados da equação (7) por {\displaystyle E^{n}e^{I\phi i}} e sabendo que o fator de amplitude é dado por {\displaystyle G={\frac {E^{n+1}}{E^{n}}}} (proveniente da análise de estabilidade Von Neumann), a equação (7) fica:
{\displaystyle G=\left({\frac {e^{I\phi }+e^{-I\phi }}{2}}\right)-{\frac {\sigma }{2}}(e^{I\phi }-e^{-I\phi })\quad \quad (8)}
Podemos usar as seguintes relações de Euler para simplificação da equação (8):
{\displaystyle e^{I\phi }=cos{\phi }+I\sin {\phi }\quad \quad \quad e\quad \quad \quad e^{-I\phi }=cos{\phi }-I\sin {\phi }}
A equação (8) adquire a seguinte forma:
{\displaystyle G=\cos {\phi }-I\sin {\phi }\quad \quad (9)\,}
O critério de Von Neumann afirma que o módulo do fator de amplitude deve ser menor ou igual a 1, a fim de que o método se mantenha estável:
{\displaystyle |G|\leq 1}
Calculando então o módulo do fator de amplitude na equação (9), obtemos:
{\displaystyle |G|={\sqrt {\cos ^{2}{\phi }+\sigma ^{2}\sin ^{2}{\phi }}}}
Onde verificamos, segundo o critétio de Von Neumann, que o método é estável se {\displaystyle |\sigma |\leq 1}, logo a formulação é condicionalmente estável.